# Marathon des Alpes-Maritimes Nice-Cannes
Le Marathon des Alpes-Maritimes Nice-Cannes est un marathon se déroulant sur une partie du littoral des Alpes-Maritimes, entre Nice (Promenade des Anglais) et Cannes (boulevard de la Croisette). Il est le 2e marathon français en nombre d'arrivants, avec 8 507 en 2024, derrière Paris.

## Histoire

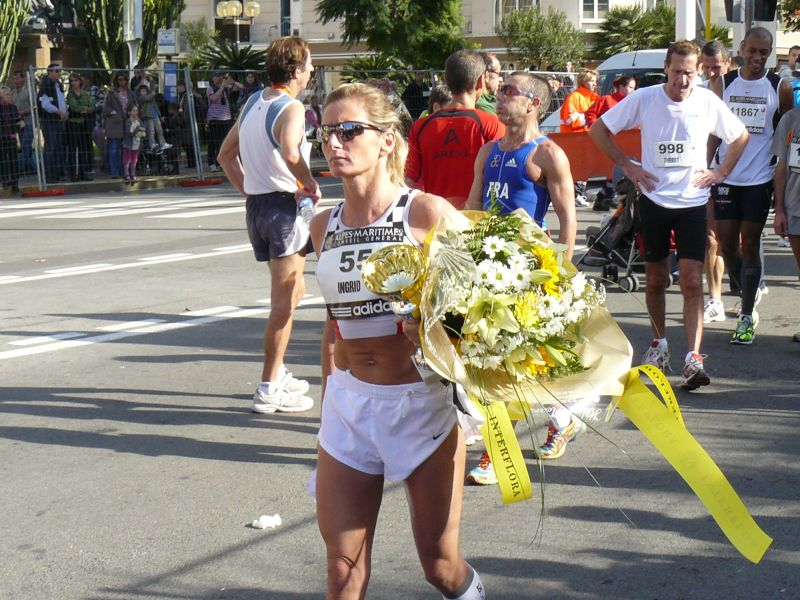
Arrivée du marathon à Cannes en 2008.

Les organisateurs du semi-marathon de Nice, Azur Sport Organisation, crée en 2007 le Marathon des Alpes-Maritimes Nice-Cannes, avec l'objectif de devenir le deuxième marathon hexagonal derrière celui de Paris. La première édition a lieu le 9 novembre 2008 et est un succès immédiat puisqu'elle réunit environ 10 000 participants, encouragés par près de 60 000 spectateurs,. Le premier vainqueur de ce marathon est le Kényan Jacob Kitur, qui accomplit le parcours en 2 heures 11 minutes 12 secondes.
De 2010 à 2012, la course sert de support au championnat de France de marathon. En mars 2012, Azur Sport Organisation, organisateur du Marathon des Alpes-Maritimes, signe un accord à long terme avec OC ThirdPole, entreprise internationale spécialisée dans les sports en extérieur et organisateur du Marathon de Genève, avec pour objectif d'internationaliser l'épreuve. En 2013, l'épreuve est inscrite pour la première fois sur la liste des courses sur route IAAF, dans la catégorie des « Labels de bronze », statut qu'elle conserve jusqu'en 2018.
En 2014, un record de 14 100 personnes prennent le départ, 8 600 participants en individuel, 2 800 en équipes de deux personnes (1 400 équipes) et 2 700 personnes en équipes relais de six personnes (450 équipes). Ainsi 10 450 personnes se sont élancées simultanément sur la Promenade des Anglais.
En 2024, le Marathon des Alpes-Maritimes bat son record de participation avec 17 809 coureurs.

## Parcours
Les coureurs se confrontent le long des rivages de la route du bord de mer. Le tracé borde plages, criques et côtes rocheuses. L'arrivée se fait aux pieds des marches du Palais des Festivals et des Congrès. Le dénivelé positif est de 173 m et se trouve presque intégralement dans la deuxième partie. 
Le parcours traverse sept communes :
- Départ : Nice - Promenade des Anglais
- Saint-Laurent-du-Var
- Cagnes-sur-Mer
- Villeneuve-Loubet
- Antibes Juan-les-Pins
- Vallauris Golfe-Juan
- Arrivée : Cannes - Palais des Festivals et des Congrès

## Palmarès
Le tableau ci-dessous présente le palmarès du marathon, depuis la première édition en 2008.
Chez les hommes, les athlètes kenyans et éthiopiens ont remporté toutes les éditions. Le record du parcours est détenu par l'Éthiopien Milaw Abrha, qui a terminé la course en 2 h 7 min 25 s en 2018. Le record du côté des femmes est détenu par l'Éthiopienne Zenebu Fikadu, qui a terminé en 2 h 28 min 15 s en 2022.
| Édition | Date             | Hommes             | Hommes   | Hommes          | Femmes            | Femmes   | Femmes          | Finishers  | Finishers                        | Finishers       | Finishers             |
| Édition | Date             | Vainqueur          | Pays     | Temps           | Vainqueur         | Pays     | Temps           | Individuel | Équipe relais De 3 à 6 personnes | Duo 2 x 21,1 km | Semi-Marathon 21,1 km |
| --- | ---------------- | ------------------ | -------- | --------------- | ----------------- | -------- | --------------- | ---------- | -------------------------------- | --------------- | --------------------- |
| 1re | 9 novembre 2008  | Jacob Kitur        | Kenya    | 2 h 11 min 12 s | Okxana Kuzmicheva | Russie   | 2 h 37 min 10 s | 8 223      | -                                | -               | -                     |
| 2e | 8 novembre 2009  | Adelo Roba         | Éthiopie | 2 h 10 min 17 s | Merima Mohammed   | Éthiopie | 2 h 33 min 56 s | 7 842      | 94                               | -               | -                     |
| 3e | 14 novembre 2010 | Botoru Tsegaye     | Éthiopie | 2 h 10 min 27 s | Radiya Roba       | Éthiopie | 2 h 30 min 37 s | 8 210      | 247                              | -               | -                     |
| 4e | 20 novembre 2011 | Lukas Kanda        | Kenya    | 2 h 08 min 40 s | Te Amé Shumye     | Éthiopie | 2 h 30 min 53 s | 7 103      | 370                              | -               | -                     |
| 5e | 4 novembre 2012  | Eliud Magut        | Kenya    | 2 h 10 min 31 s | Aregu Lechisa     | Éthiopie | 2 h 31 min 56 s | 6 687      | 334                              | -               | -                     |
| 6e | 10 novembre 2013 | Abdisa Sori        | Éthiopie | 2 h 13 min 58 s | Salina Jebet      | Kenya    | 2 h 41 min 34 s | 6 922      | 394                              | 813             | -                     |
| 7e | 9 novembre 2014  | Hailu Shumi        | Éthiopie | 2 h 09 min 26 s | Rose Chepchumba   | Kenya    | 2 h 33 min 52 s | 6 821      | 447                              | 1 114           | -                     |
| 8e | 8 novembre 2015  | Barnabas Kiptum    | Kenya    | 2 h 10 min 43 s | Rose Chepchumba   | Kenya    | 2 h 36 min 02 s | 6 661      | 489                              | 1 225           | -                     |
| 9e | 13 novembre 2016 | Elisha Kipchirchir | Kenya    | 2 h 10 min 45 s | Biruk Tilahun     | Éthiopie | 2 h 37 min 56 s | 6 653      | 416                              | 1 112           | -                     |
| 10e | 5 novembre 2017  | Dejene Kelkilew    | Éthiopie | 2 h 12 min 09 s | Tejitu Siyum      | Éthiopie | 2 h 33 min 21 s | 6 250      | 449                              | 1 128           | -                     |
| 11e | 4 novembre 2018  | Milaw Abrha        | Éthiopie | 2 h 07 min 25 s | Nurit Shimels     | Éthiopie | 2 h 31 min 53 s | 5 026      | 373                              | 952             | -                     |
| 12e | 3 novembre 2019  | Alemu Gemechu      | Éthiopie | 2 h 10 min 57 s | Alemito Lema      | Éthiopie | 2 h 37 min 44 s | 5 107      | 393                              | 650             | 1 162                 |
| L'édition 2020 était initialement programmée le 8 novembre. En raison de la Pandémie de Covid-19, la compétition est reportée au 29 novembre, avant de se voir purement et simplement annulée. |                  |                    |          |                 |                   |          |                 |            |                                  |                 |                       |
| 13e | 28 novembre 2021 | Enok Onchari       | Kenya    | 2 h 11 min 21 s | Claire Amann      | France   | 2 h 56 min 24 s | 4 033      | 345                              | 480             | 1 024                 |
| 14e | 30 octobre 2022  | John Langat        | Kenya    | 2 h 10 min 24 s | Zenebu Fikadu     | Éthiopie | 2 h 28 min 15 s | 4 437      | 290                              | 550             | 1 580                 |
| 15e | 5 novembre 2023  | Japheth Kosgei     | Kenya    | 2 h 14 min 37 s | Irene Jerobon     | Kenya    | 2 h 41 min 17 s | 6 066      | 479                              | 727             | 2 067                 |
| 16e | 3 novembre 2024  | David Kipyego      | Kenya    | 2 h 10 min 14 s | Mercy Kipkemoi    | Kenya    | 2 h 41 min 08 s | 8 507      | 699                              | 703             | 2 002                 |
| 17e | 9 novembre 2025  | -                  | -        | -               | -                 | -        | -               | -          | -                                | -               | -                     |

 Record de l'épreuve